# جيم ريد أندرسون
جيمس ريد-أندرسون (مواليد 12 أبريل 1959) هو رجل أعمال بريطاني وكان سابقًا الرئيس، رئيس مجلس الإدارة، والرئيس التنفيذي (CEO) لشركة Six Flags Entertainment Corporation. قبل العمل في Six Flags ، كان أندرسون سابقًا مستشارًا للرعاية الصحية لكل من أبوللو والمجلس الإداري لـ سيمنز إيه جي. تحت قيادة ريد-أندرسون، تم الاستحواذ على ديد بيرينغ من قبل سيمنز.
خلف الرئيس التنفيذي المؤقت آل ويبر الابن في أغسطس 2010، الذي قاد إعادة الهيكلة الشركة بعد إفلاسها بموجب الفصل 11 من قانون الإفلاس الأمريكي وعزل المديرين التنفيذيين السابقين مارك شابيرو ودانيال سنايدر. شغل المنصب حتى فبراير 2016، قبل أن يتم إعادة تعيينه في منصبه السابق في 2017 بعد المغادرة المفاجئة لخلفه، جون دافي.
يُعتبر أندرسون مسؤولاً عن قيادة منتزهات Six Flags لتحقيق زيادة قدرها ثمانية أضعاف في القيمة السوقية على مدى فترة خمس سنوات. تحت قيادته الأولى، وضعت الشركة اتجاهًا استراتيجيًا جديدًا، وحققت تصنيفات رضا تاريخية للضيوف والموظفين وتحسينات تشغيلية كبيرة، وحققت عائدًا على الاستثمار بمقدار عشرة أضعاف للمساهمين.
خلال ولايته الثانية كرئيس لمجلس الإدارة والرئيس والرئيس التنفيذي، استعادت Six Flags العديد من ممتلكاتها السابقة التي تم بيعها لشركات أخرى، بما في ذلك Six Flags Darien Lake، وفرونتير سيتي، وSix Flags Hurricane Harbor Splashtown، وغيرها.

## الحياة الشخصية
وُلد جيم ريد-أندرسون في بغداد عام 1959 لكنه غادر إلى بيروت بعد ذلك بوقت قصير بسبب انقلاب 14 تموز 1958. نشأ في لبنان وغيانا، ولاحقًا في لندن، حيث تلقى تعليمه في كلية ساليزيان في باتيرسي. حصل على درجة الشرف في التجارة من جامعة برمنغهام في إنجلترا وهو زميل في جمعية المحاسبين القانونيين المعتمدين في المملكة المتحدة. وهو متزوج ولديه أربعة أطفال.

## المسيرة المهنية

### المسيرة المبكرة
شملت مسيرته المهنية المبكرة فترات عمل في موبيل، وتريسنترول، وغراند ميت/دياجيو، وبيبسيكو وويلسون سبورتينغ غودز، وعاش في أجزاء مختلفة من العالم بما في ذلك قبرص، وسنغافورة والولايات المتحدة.

### ديد بيرينغ / سيمنز
في عام 1996، انضم ريد-أندرسون إلى ديد بيرينغ هولدينغز إنك، وهي شركة تصنع معدات الاختبار واللوازم لصناعة التشخيص الطبي، كنائب تنفيذي للرئيس والمدير المالي (CFO) وأصبح لاحقًا الرئيس التنفيذي للإدارة والمدير المالي في سبتمبر 1997. في أبريل 1999، تمت ترقيته إلى منصب الرئيس والمدير التنفيذي للعمليات ثم الرئيس التنفيذي في سبتمبر 2000. تم انتخابه رئيسًا لمجلس الإدارة في أكتوبر 2002.
في عام 2005، كان ريد-أندرسون من المتأهلين للتصفيات النهائية في جوائز رجل الأعمال للعام من Smart Business Chicago وتم تسميته لاحقًا في صحيفة Sunday Times البريطانية كأكثر البريطانيين نفوذاً في الولايات المتحدة في المرتبة 22
في عام 2007، تم الاستحواذ على ديد بيرينغ من قبل التكتل الألماني سيمنز إيه جي. في نوفمبر 2007، أصبح ريد-أندرسون الرئيس التنفيذي لـ سيمنز هيلثنيرز للتشخيص وفي مايو 2008، أصبح عضوًا في المجلس الإداري لسيمنز إيه جي والرئيس التنفيذي لقطاع الرعاية الصحية في سيمنز. في عام 2009 أصبح مديرًا لشركة Stericycle Inc، وهي شركة لإدارة النفايات مقرها إلينوي.

### Six Flags
في 12 أغسطس 2010، تم تعيين جيم ريد-أندرسون رئيسًا لمجلس الإدارة والرئيس والرئيس التنفيذي (CEO) لشركة  Six Flags Entertainment Corporation. أدى نجاح ديد بيرينغ إلى تعيين المستثمرين لهذا المنصب، وقد تمت مكافأة إيمانهم به حيث شهدت الشركة ست سنوات قياسية على التوالي من الناحية المالية ورضا الضيوف والموظفين.
خلف جون إم. دافي ريد-أندرسون كرئيس لمجلس الإدارة والرئيس والرئيس التنفيذي في عام 2016، لكنه انتقل إلى منصب الرئيس التنفيذي في 19 فبراير 2016، مما سمح للآخرين في المنظمة بالترقي إلى مناصب عليا. استمر في لعب دور في الأمور الاستراتيجية الرئيسية في الشركة، بما في ذلك الحوكمة، والاندماج والاستحواذ، والتطوير الدولي والتنظيمي.
في 18 يوليو 2017، أعلنت شركة Six Flags إنترتينمنت أن مجلس إدارتها عين جيم ريد-أندرسون، الذي كان يشغل منصب الرئيس التنفيذي للشركة منذ فبراير 2016، لاستئناف منصبه كرئيس لمجلس الإدارة والرئيس والرئيس التنفيذي للشركة، وذلك فورًا. خلف ريد-أندرسون جون إم. دافي، الذي استقال فجأة من الشركة لأسباب شخصية غير معروفة. شغل ريد-أندرسون سابقًا منصب رئيس مجلس الإدارة والرئيس والرئيس التنفيذي لSix Flags من أغسطس 2010 حتى فبراير 2016.
في 24 أكتوبر 2019، أعلنت Six Flags أنه في 18 نوفمبر 2019، سيستقيل ريد-أندرسون وسيتم استبداله بمايكل سبانوس، الرئيس التنفيذي لقسم من بيبسيكو، وذلك فورًا.